# Football Club Goa 2019-2020
Questa voce raccoglie le informazioni riguardanti il Goa nelle competizioni ufficiali della stagione 2019-2020.

## Maglie e sponsor
| Casa | Trasferta |

## Organigramma societario

### Staff tecnico
- Clifford Miranda - Allenatore (Interim)
- - Vice allenatore
- Derrick Pereira - Direttore tecnico

## Organico

### Rosa
| N. |                    | Ruolo | Calciatore         |
| -- | ------------------ | ----- | ------------------ |
| 4  | Francia (bandiera) | C     | Hugo Boumous       |
| 5  | Marocco (bandiera) | C     | Ahmed Jahouh       |
| 6  | India (bandiera)   | D     | Chinglensana Singh |
| 7  | India (bandiera)   | C     | Seiminlen Doungel  |
| 8  | Spagna (bandiera)  | A     | Ferran Corominas   |
| 9  | India (bandiera)   | A     | Manvir Singh       |
| 10 | India (bandiera)   | C     | Brandon Fernandes  |
| 11 | India (bandiera)   | C     | Princeton Rebello  |
| 12 | India (bandiera)   | C     | Jackichand Singh   |
| 13 | India (bandiera)   | P     | Mohammad Nawaz     |
| 15 | India (bandiera)   | C     | Pratesh Shirodkar  |
| 17 | Spagna (bandiera)  | D     | Carlos Peña        |

| N. |                    | Ruolo | Calciatore                   |
| -- | ------------------ | ----- | ---------------------------- |
| 19 | India (bandiera)   | A     | Liston Colaco                |
| 20 | India (bandiera)   | D     | Seriton Fernandes            |
| 21 | India (bandiera)   | D     | Saviour Gama                 |
| 23 | Spagna (bandiera)  | C     | Edu Bedia                    |
| 24 | India (bandiera)   | C     | Lenny Rodrigues              |
| 25 | Senegal (bandiera) | D     | Mourtada Fall                |
| 27 | India (bandiera)   | D     | Aibanbha Dohling             |
| 28 | India (bandiera)   | D     | Lalhmangaihsanga             |
| 32 | India (bandiera)   | P     | Naveen Kumar                 |
| 37 | India (bandiera)   | D     | Mohamed Ali                  |
| 44 | India (bandiera)   | D     | Amey Ranawade                |
| 71 | India (bandiera)   | C     | Mandar Rao Dessai (capitano) |

### Cambio di allenatore
| Allenatore in uscita | Fino al         | Allenatore in entrata | A partire dal   |
| -------------------- | --------------- | --------------------- | --------------- |
| Sergio Lobera        | 1 febbraio 2020 | Clifford Miranda      | 4 febbraio 2020 |

## Calciomercato
| Acquisti | Acquisti           | Acquisti        | Acquisti      |
| R.       | Nome               | da              | Modalità      |
| -------- | ------------------ | --------------- | ------------- |
| P        | Mohammad Nawaz     |                 |               |
| P        | Naveen Kumar       | Kerala Blasters | Prestito      |
| D        | Chinglensana Singh |                 |               |
| D        | Carlos Peña        |                 |               |
| D        | Seriton Fernandes  |                 |               |
| D        | Saviour Gama       | FC Goa B        | Definitivo    |
| D        | Mourtada Fall      |                 |               |
| D        | Aibanbha Dohling   | Shillong Lajong | Definitivo    |
| D        | Lalhmangaihsanga   |                 |               |
| D        | Mohamed Ali        |                 |               |
| D        | Amey Ranawade      | Mohun Bagan     | Svincolato    |
| C        | Hugo Boumous       |                 |               |
| C        | Ahmed Jahouh       |                 |               |
| C        | Seiminlen Doungel  | Kerala Blasters | Definitivo    |
| C        | Pratesh Shirodkar  |                 |               |
| C        | Jackichand Singh   |                 |               |
| C        | Brandon Fernandes  |                 |               |
| C        | Princeton Rebello  | Indian Arrows   | Fine prestito |
| C        | Edu Bedia          |                 |               |
| C        | Lenny Rodrigues    |                 |               |
| C        | Mandar Rao Dessai  |                 |               |
| A        | Ferran Corominas   |                 |               |
| A        | Manvir Singh       |                 |               |
| A        | Liston Colaco      | FC Goa B        | Definitivo    |

| Cessioni | Cessioni                  | Cessioni    | Cessioni |
| R.       | Nome                      | a           | Modalità |
| -------- | ------------------------- | ----------- | -------- |
| C        | Alexander Romario Jesuraj | Mohun Bagan | Prestito |

### Mercato invernale
| Acquisti | Acquisti | Acquisti | Acquisti |
| R.       | Nome     | da       | Modalità |
| -------- | -------- | -------- | -------- |

| Cessioni | Cessioni      | Cessioni  | Cessioni   |
| R.       | Nome          | a         | Modalità   |
| -------- | ------------- | --------- | ---------- |
| A        | Liston Colaco | Hyderabad | Definitivo |

## Risultati

### Indian Super League
| Arbitro: | Banerjee P. |

|                                                            |           |  |
| Seiminlen Doungel 31’ Ferran Corominas 62’ Carlos Peña 81’ | Marcatori |  |

| Arbitro: | C. John |

|                               |           |                  |
| Ferran Corominas 90+3’ (Rig.) | Marcatori | 62’ Udanta Singh |

| Arbitro: | C. Srikrishna |

|                                   |           |                                     |
| Asamoah Gyan 54’ Redeem Tlang 74’ | Marcatori | 31’ Hugo Boumous 90+6’ Manvir Singh |

| Arbitro: | U. Bora |

|                                          |           |                                                                           |
| Sarthak Golui 49’ Souvik Chakrabarti 55’ | Marcatori | 27’ Lenny Rodrigues 45’ Ferran Corominas 59’ Hugo Boumous 89’ Carlos Peña |

| Arbitro: | Venkatesh R. |

|  |           |                   |
|  | Marcatori | 17’ Sergio Castel |

| Arbitro: | Crystal J. |

|                                      |           |                                         |
| Sergio Cidoncha 2’ Raphaël Bouli 59’ | Marcatori | 41’ Mourtada Fall 90+3’ Lenny Rodrigues |

| Arbitro: | Bakshi R. |

|  |           |                  |
|  | Marcatori | 68’ Manvir Singh |

| Arbitro: | Bora U. |

|                                        |           |                  |
| Mourtada Fall 60’ Ferran Corominas 66’ | Marcatori | 64’ Jobby Justin |

| Arbitro: | Meitei A. |

|                                                        |           |  |
| Ferran Corominas 19’, 90’ (Rig.) Brandon Fernandes 85’ | Marcatori |  |

| Arbitro: | Bora U. |

|                                                 |           |                                                                              |
| André Schembri 57’ Rafael Crivellaro 59’, 90+1’ | Marcatori | 26’ Ahmed Jahouh 41’ Brandon Fernandes 45’ Hugo Boumous 63’ Ferran Corominas |

| Arbitro: | Srikrishna C. |

|                        |           |                  |
| Sunil Chhetri 59’, 84’ | Marcatori | 61’ Hugo Boumous |

| Arbitro: | John C. |

|                                                        |           |  |
| Mislav Komorski 68’ (A.g.) Ferran Corominas 84’ (Rig.) | Marcatori |  |

| Arbitro: | Kasymov S. |

|                                  |           |  |
| Pritam Kotal 47’ Jayesh Rane 88’ | Marcatori |  |

| Arbitro: | Meitei A. |

|                                              |           |                                           |
| Hugo Boumous 26’, 83’ Jackichand Singh 45+1’ | Marcatori | 53’ Raphaël Bouli 69’ Bartholomew Ogbeche |

| Arbitro: | Banerjee P. |

|                      |           |                                                                     |
| Manuel Onwu 59’, 65’ | Marcatori | 22’ (A.g.) Vinit Rai 24’, 27’ Jackichand Singh 90’ Ferran Corominas |

| Arbitro: | Kumar Gupta R. |

|                                                        |           |                |
| Hugo Boumous 19’, 50’ Ferran Corominas 68’, 87’ (Rig.) | Marcatori | 64’ Marcelinho |

| Arbitro: | Dingert C. |

|                                                                                             |           |                                    |
| Ferran Corominas 20’, 81’ Hugo Boumous 38’ Jackichand Singh 39’ Mohammed Rafique 86’ (A.g.) | Marcatori | 18’ Rowllin Borges 57’ Bipin Singh |

| Arbitro: | Aljaafari M. T. |

|  |           |                                                                                   |
|  | Marcatori | 11’ Ferran Corominas 70’, 90’ Hugo Boumous 84’ Jackichand Singh 87’ Mourtada Fall |

### Semifinali
| Arbitro: | Abdulnabi A. |

|                                                                            |           |                  |
| Lucian Goian 55’ Anirudh Thapa 62’ Eli Sabiá 77’ Lallianzuala Chhangte 79’ | Marcatori | 85’ Saviour Gama |

| Arbitro: | Tantashev I. |

|                                                              |           |                                               |
| Lucian Goian 10’ (A.g.) Mourtada Fall 22’, 83’ Edu Bedia 82’ | Marcatori | 52’ Lallianzuala Chhangte 59’ Nerijus Valskis |

### Andamento in campionato
| Giornata  | 1 | 2 | 3 | 4 | 5 | 6 | 7 | 8 | 9 | 10 | 11 | 12 | 13 | 14 | 15 | 16 | 17 | 18 |
| --------- | - | - | - | - | - | - | - | - | - | -- | -- | -- | -- | -- | -- | -- | -- | -- |
| Luogo     | C | C | T | T | C | T | T | C | C | T  | T  | C  | T  | C  | T  | C  | C  | T  |
| Risultato | V | N | N | V | P | P | V | V | V | V  | P  | V  | P  | V  | V  | V  | V  | V  |
| Posizione | 1 | 2 | 3 | 2 | 5 | 5 | 3 | 1 | 1 | 1  | 2  | 1  | 2  | 2  | 2  | 2  | 1  | 1  |

Legenda:

Luogo: C = Casa; T = Trasferta. Risultato: V = Vittoria; N = Pareggio; P = Sconfitta.

### Durand Cup
| Kalyani 8 agosto 2019, ore 15:00 UTC+5:30 1ª giornata | FC Goa    | 1 – 0 referto | Army Green | Kalyani Stadium |
| \| \| \| \| \| Liston Colaco 27’ \| Marcatori \| \|   |           |               |            |                 |
|                                                       |           |               |            |                 |
| Liston Colaco 27’                                     | Marcatori |               |            |                 |

| Kalyani 14 agosto 2019, ore 15:00 UTC+5:30 2ª giornata                                              | Chennai City | 1 – 2 referto                    | FC Goa | Kalyani Stadium |
| \| \| \| \| \| Mashoor Shereef Thangalakath 16’ \| Marcatori \| 8’ Liston Colaco 30’ Nestor Dias \| |              |                                  |        |                 |
| |              |                                  |        |                 |
| Mashoor Shereef Thangalakath 16’                                                                    | Marcatori    | 8’ Liston Colaco 30’ Nestor Dias |        |                 |

| Kalyani 17 agosto 2019, ore 15:00 UTC+5:30 3ª giornata | FC Goa | 0 – 0 referto | Real Kashmir | Kalyani Stadium |

#### Classifica
|  | Pos. | Squadra      | Pt | G | V | N | P | GF | GS | DR |
|  | ---- | ------------ | -- | - | - | - | - | -- | -- | -- |
|  | 1.   | Real Kashmir | 7  | 3 | 2 | 1 | 0 | 5  | 0  | 5  |
|  | 2.   | FC Goa       | 7  | 3 | 2 | 1 | 0 | 3  | 1  | 2  |
|  | 3.   | Chennai City | 3  | 3 | 1 | 0 | 2 | 3  | 4  | -1 |
|  | 4.   | Army Green   | 0  | 3 | 0 | 0 | 3 | 1  | 7  | -6 |

### Santosh Trophy

#### 1º turno
| Aizawl 11 gennaio 2020, ore 19:00 UTC+5:30 1ª giornata | West Bengal | – referto | FC Goa | Lammual Stadium |

| Aizawl 15 gennaio 2020, ore 19:00 UTC+5:30 2ª giornata | FC Goa | – referto | Punjab | Lammual Stadium |

| Aizawl 17 gennaio 2020, ore 19:00 UTC+5:30 3ª giornata | FC Goa | – referto | Mizoram | Lammual Stadium |

| Aizawl 19 gennaio 2020, ore 19:00 UTC+5:30 4ª giornata | Karnataka | – referto | FC Goa | Lammual Stadium |